# 蒙渡站
蒙渡站是位于贵州省遵义市桐梓县新站镇的一个铁路车站，邮政编码563205。车站建于1965年，有川黔铁路经过该站。车站距离重庆站202公里，隶属成都铁路局，是四等站，客运每日有一对慢车停靠，不办理货运业务。
由于本站至凉风垭区间坡度较大，驶经该区间的货车需加挂补机。